# Maxim Gullit
Maxim Gullit (Zaanstad, 20 maggio 2001) è un ex calciatore olandese, di ruolo difensore.

## Biografia
È figlio di Ruud Gullit e nipote di Johan Cruijff, zio di sua madre Estelle. È in possesso della cittadinanza croata grazie alle origini della nonna materna.

## Caratteristiche tecniche
Difensore centrale dal fisico imponente, dotato di una buona capacità di corsa, può essere impiegato anche come terzino sinistro.

## Carriera

### Club
Cresciuto nei settori giovanili di AFC e AZ Alkmaar, ha esordito con lo Jong AZ Alkmaar il 22 aprile 2019, nella partita di Eerste Divisie pareggiata per 0-0 contro il Twente. Il debutto in prima squadra è invece avvenuto il 29 ottobre 2020, in occasione dell'incontro di Europa League vinto per 4-1 contro il Rijeka, in cui ha sostituito al 90 minuto Bruno Martins Indi.
Il 27 agosto 2021 viene acquistato a titolo definitivo dal Cambuur, con cui firma un biennale con opzione.

### Nazionale
Ha giocato nella nazionale olandese Under-19.

## Statistiche

### Presenze e reti nei club
Statistiche aggiornate al 4 dicembre 2021.
| Stagione               | Squadra                | Campionato             | Campionato | Campionato | Coppe nazionali | Coppe nazionali | Coppe nazionali | Coppe continentali | Coppe continentali | Coppe continentali | Altre coppe | Altre coppe | Altre coppe | Totale | Totale | Totale |
| Stagione               | Squadra                | Comp                   | Pres       | Reti       | Comp            | Pres            | Reti            | Comp               | Pres               | Reti               | Comp        | Pres        | Reti        | Pres   | Reti   |        |
| ---------------------- | ---------------------- | ---------------------- | ---------- | ---------- | --------------- | --------------- | --------------- | ------------------ | ------------------ | ------------------ | ----------- | ----------- | ----------- | ------ | ------ | ------ |
| apr.-mag. 2019         | Jong AZ Alkmaar        | ED                     | 1          | 0          | -               | -               | -               | -                  | -                  | -                  | -           | -           | -           | 1      | 0      |        |
| 2019-2020              | Jong AZ Alkmaar        | ED                     | 20         | 0          | -               | -               | -               | -                  | -                  | -                  | -           | -           | -           | 20     | 0      |        |
| 2020-2021              | Jong AZ Alkmaar        | ED                     | 33         | 0          | -               | -               | -               | -                  | -                  | -                  | -           | -           | -           | 33     | 0      |        |
| ago. 2021              | Jong AZ Alkmaar        | ED                     | 1          | 0          | -               | -               | -               | -                  | -                  | -                  | -           | -           | -           | 1      | 0      |        |
| Totale Jong AZ Alkmaar | Totale Jong AZ Alkmaar | Totale Jong AZ Alkmaar | 55         | 0          |                 | -               | -               |                    | -                  | -                  |             | -           | -           | 55     | 0      |        |
| 2020-2021              | AZ Alkmaar             | E                      | 0          | 0          | CO              | 0               | 0               | UEL                | 1                  | 0                  | -           | -           | -           | 1      | 0      |        |
| 2021-2022              | Cambuur                | E                      | 4          | 0          | CO              | 1               | 0               | -                  | -                  | -                  | -           | -           | -           | 5      | 0      |        |
| Totale carriera        | Totale carriera        | Totale carriera        | 59         | 0          |                 | 1               | 0               |                    | 1                  | 0                  |             | -           | -           | 61     | 0      |        |